# Táta na plný úvazek
Táta na plný úvazek (v anglickém originále Jersey Girl) je americký romantický komediálně-dramatický film z roku 2004 režiséra Kevina Smithe, který také napsal jeho scénář. Hlavní role ve filmu ztvárnili Ben Affleck, Liv Tyler, Raquel Castro, George Carlin a Jennifer Lopez. Film popisuje příběh mladého ovdovělého otce, který se musí naučit starat se o svou malou dceru, jejíž matka zemřela při porodu.

## Obsazení
| Ben Affleck    | Oliver „Ollie“ Trinké       |
| Liv Tyler      | Maya Hardingová             |
| Raquel Castro  | Gertrude „Gertie“ Trinkéová |
| George Carlin  | Bart Trinké                 |
| Jennifer Lopez | Gertrude Steineyová         |
| Stephen Root   | Greenie                     |
| Mike Starr     | Block                       |
| Jason Biggs    | Arthur Brickman             |
| Will Smith     | sám sebe                    |
| Jason Lee      | manažer PR firmy            |
| Matt Damon     | manažer PR firmy            |